# Вознесенська сільська рада (Буринський район)
Вознесе́нська сільська́ ра́да — колишній орган місцевого самоврядування в Буринському районі Сумської області. Адміністративний центр — село Вознесенка.

## Загальні відомості
- Населення ради: 651 особа (станом на 2001 рік)

## Населені пункти
Сільській раді були підпорядковані населені пункти:
- с. Вознесенка
- с. Коренівка
- с. Сорока

## Склад ради
Рада складалася з 12 депутатів та голови.
- Голова ради: Хижняк Володимир Петрович
- Секретар ради: Бойченко Людмила Михайлівна

### Керівний склад попередніх скликань
| Прізвище, ім'я, по батькові  | Основні відомості                                                                       | Дата обрання | Дата звільнення |
| ---------------------------- | --------------------------------------------------------------------------------------- | ------------ | --------------- |
| Бондаренко Ганна Федорівна   | Сільський голова, 1954 року народження, позапартійна                                    | 26.03.2006   | 31.10.2010      |
| Денисенко Володимир Іванович | Сільський голова, 1955 року народження, освіта середня спеціальна, член Партії регіонів | 31.10.2010   | 25.10.2015      |

Примітка: таблиця складена за даними сайту Верховної Ради України